# Wilhelm Hoch
Wilhelm Hoch (* 23. Dezember 1893 in Kollnau; † 3. Oktober 1954 in Schopfheim) war ein deutscher Jurist und Politiker (BCSV, CDU).

## Leben
Wilhelm Hoch wurde als Sohn eines Landwirtes geboren. Nach dem Besuch des Friedrich-Gymnasiums in Freiburg im Breisgau nahm er von 1914 bis 1918 als Soldat am Ersten Weltkrieg teil. Aufgrund einer Verwundung wurde er von 1915 bis 1917 nicht an der Front eingesetzt. Im Anschluss an den Krieg nahm er ein Studium der Rechtswissenschaft an den Universitäten in Freiburg und München auf, das er 1921 mit dem Ersten Juristischen Staatsexamen abschloss. Er absolvierte das Referendariat an Gerichten, bestand 1923 das Zweite Juristische Staatsexamen und trat dann als Gerichtsassessor in den Justizdienst ein. 1922 promovierte er an der Freiburger Universität zum Doktor der Rechte. Seit 1924 praktizierte er als Rechtsanwalt, zunächst in Waldshut, dann in Schopfheim.
Während der Zeit der Weimarer Republik war Hoch Mitglied der Zentrumspartei. Nach dem Zweiten Weltkrieg beteiligte er sich an der Gründung der BCSV, aus der später der badische Landesverband der CDU hervorging. Er betätigte sich in der Friedensbewegung, war Stadtrat in Schopfheim und gehörte von 1946 bis 1947 der Beratenden Landesversammlung des Landes Baden an.